# 高登榜 (1961年)
高登榜（1961年2月—），男，汉族，江苏泗洪人，中华人民共和国政治人物。淮南矿业学院矿山机械制造专业毕业，矿山机械工程专业在职研究生学历。

## 生平
1982年8月本科毕业，后参加工作，在淮北矿务局工作长达12年半，官至团委书记。1985年1月加入中国共产党。1995年2月后，历任共青团安徽省委副书记、书记，中共宣城市委副书记、副市长、市长、市委书记、市人大常委会主任等职。2011年12月，任中共芜湖市委书记。2015年11月，任安徽海螺集团有限责任公司党委书记、董事长。
2008年起担任全国人大代表。